# Bajmok
Bajmok (horvátul: Bajmak, németül: Nagelsdorf, latinul: Baymok) falu Szerbiában, a Vajdaság Autonóm Tartomány Észak-bácskai körzetében, Szabadka község területén.

## Fekvése
Magyarország határától 9 km-re délre, Szabadkától 23 km-re délnyugatra, Zombortól 33 km, Topolyától 29 km, Újvidéktől 101 km távolságban.

## Lakossága
| 1948   | 1953   | 1961   | 1971   | 1981  | 1991  | 2001  | 2011  | 2022  |
| ------ | ------ | ------ | ------ | ----- | ----- | ----- | ----- | ----- |
| 11 188 | 10 829 | 11 117 | 10 307 | 9 586 | 8 620 | 8 586 | 7 414 | 6 093 |

### Etnikai összetétel
A magyarok, bunyevácok, horvátok és németek többsége hagyományosan katolikus, a szerbek és montenegróiak többnyire ortodox vallásúak.

## Története
Lakott település már az első században. A kálváriadomb közelében jelentős számú szarmata és avar sírhelyet találtak az 1. századból, illetve a 4. századból.
1462-ben falunak említik. Nagyfénnyel és Györgyénnel együtt Mátyás király anyjának, Szilágyi Erzsébetnek adományozta a birtokot.
A török veszedelem elmossa a vidék magyar lakosságát, helyükre főleg szerbek húzódnak fel a Balkánról. 1744-ben a főleg katonáskodással foglalkozó szerbek nagy része elhagyja a vidéket.
1785-ben 130 magyar és 88 bunyevác család települ Bajmokra, majd őket követik a németek több hullámban.
A magyarok főleg Szabadkáról, a Pest megyei Törtelből, a Nagykátai járásban lévő Kókáról, a Kiskőrösi járásban lévő Kecelről, valamint Karcagról és Kalocsa környékéről érkeztek.
A német lakosság betelepülésének pontos idejét nem tudjuk. Az 1791-es adókönyvek Bajmokra vonatkozó részei már tartalmaznak német hangzású neveket. A nevek alapján arra lehet következtetni, hogy a bajmoki németek a környező falvakból – Bácsalmás, Baja, Csátalja, Csonoplya, Hódság, Apatin, Őrszállás – települtek át a faluba.
1900-ban Bajmok lakossága összesen 8217, ebből:
- 3599 magyar
- 1980 bunyevác
- 1980 német
- 21 szerb
- 8 szlovák
- 10 egyéb

A trianoni békeszerződésig Bajmok Bács-bodrog vármegyéhez tartozott.
Az 1931-es népszámlálás szerint 11326 lakosa volt, ebből:
- 4597 (40,6%) jugoszláv
- 4276 (37,8%) magyar
- 2347 (20,7%) német
- 79         zsidó
- 16         orosz

A második világháború végéig Bajmok lakosságának mintegy egyharmada német volt. 1944-ben a falu német lakosságát kollektív bünösség vádja alatt kitelepítették, helyükre pedig szerbeket költöztettek főleg a horvátországi Likából. A délvidéki vérengzéseknek 78 magyar és 2 német nemzetiségű személy esett áldozatul.
Bajmok nemzetiségi arányai újabban az 1990-es évek balkáni háborúi során változtak jelentősen, ismét a szerbek javára. Szerb menekültek érkeztek Horvátországból, Bosznia-Hercegovinából és Koszovóból is.